# Aarón Las Heras
Aarón Las Heras Rupérez (Barcelona, 22 de junio de 2000) es un atleta español especializado en pruebas de medio fondo y fondo. Ha sido campeón de Europa en categoría Sub-20.

## Trayectoria deportiva
Aarón Las Heras nació en Barcelona en el año 2000. A los ocho años empezó a practicar el atletismo en la AA Catalunya, club en el que consiguió sus primeros éxitos a nivel nacional. En 2015 ganó sus primeras medallas en campeonatos de España sub-16 y permaneció imbatido durante toda la temporada al aire libre. Al año siguiente fichó por el Playas de Castellón y en 2017 llegó a batir el récord de España sub-18 de 3000 metros en pista cubierta.
Al cumplir los 18 años se trasladó a Estados Unidos para estudiar Biología en la Universidad de Wake Forest, con cuyo equipo compite en las competiciones atléticas de la NCAA.
Tras pasar todo el invierno lesionado, en 2019 consiguió la medalla de oro en los 5000 m del Campeonato de Europa Sub-20, mejorando su marca personal en doce segundos. Este éxito inesperado le motivó para dedicarse más seriamente al atletismo.
En 2021 consiguió la medalla de plata en el Campeonato de Europa Sub-23.

## Competiciones internacionales
| Representando a España \| Año \| Competición \| Sede \| Puesto \| Prueba \| Marca \| \| ---- \| --------------------------- \| ------- \| ---------------- \| ------ \| -------- \| \| 2018 \| Campeonato del Mundo Sub-20 \| Tampere \| 12.º \| 5000 m \| 14:30.09 \| \| 2019 \| Campeonato de Europa Sub-20 \| Borås \| Medalla de oro \| 5000 m \| 14:02.76 \| \| 2021 \| Campeonato de Europa Sub-23 \| Tallin \| Medalla de plata \| 5000 m \| 13:43.14 \| | Representando a España \| Año \| Competición \| Sede \| Puesto \| Prueba \| Marca \| \| ---- \| --------------------------- \| ------- \| ---------------- \| ------ \| -------- \| \| 2018 \| Campeonato del Mundo Sub-20 \| Tampere \| 12.º \| 5000 m \| 14:30.09 \| \| 2019 \| Campeonato de Europa Sub-20 \| Borås \| Medalla de oro \| 5000 m \| 14:02.76 \| \| 2021 \| Campeonato de Europa Sub-23 \| Tallin \| Medalla de plata \| 5000 m \| 13:43.14 \| | Representando a España \| Año \| Competición \| Sede \| Puesto \| Prueba \| Marca \| \| ---- \| --------------------------- \| ------- \| ---------------- \| ------ \| -------- \| \| 2018 \| Campeonato del Mundo Sub-20 \| Tampere \| 12.º \| 5000 m \| 14:30.09 \| \| 2019 \| Campeonato de Europa Sub-20 \| Borås \| Medalla de oro \| 5000 m \| 14:02.76 \| \| 2021 \| Campeonato de Europa Sub-23 \| Tallin \| Medalla de plata \| 5000 m \| 13:43.14 \| | Representando a España \| Año \| Competición \| Sede \| Puesto \| Prueba \| Marca \| \| ---- \| --------------------------- \| ------- \| ---------------- \| ------ \| -------- \| \| 2018 \| Campeonato del Mundo Sub-20 \| Tampere \| 12.º \| 5000 m \| 14:30.09 \| \| 2019 \| Campeonato de Europa Sub-20 \| Borås \| Medalla de oro \| 5000 m \| 14:02.76 \| \| 2021 \| Campeonato de Europa Sub-23 \| Tallin \| Medalla de plata \| 5000 m \| 13:43.14 \| | Representando a España \| Año \| Competición \| Sede \| Puesto \| Prueba \| Marca \| \| ---- \| --------------------------- \| ------- \| ---------------- \| ------ \| -------- \| \| 2018 \| Campeonato del Mundo Sub-20 \| Tampere \| 12.º \| 5000 m \| 14:30.09 \| \| 2019 \| Campeonato de Europa Sub-20 \| Borås \| Medalla de oro \| 5000 m \| 14:02.76 \| \| 2021 \| Campeonato de Europa Sub-23 \| Tallin \| Medalla de plata \| 5000 m \| 13:43.14 \| | Representando a España \| Año \| Competición \| Sede \| Puesto \| Prueba \| Marca \| \| ---- \| --------------------------- \| ------- \| ---------------- \| ------ \| -------- \| \| 2018 \| Campeonato del Mundo Sub-20 \| Tampere \| 12.º \| 5000 m \| 14:30.09 \| \| 2019 \| Campeonato de Europa Sub-20 \| Borås \| Medalla de oro \| 5000 m \| 14:02.76 \| \| 2021 \| Campeonato de Europa Sub-23 \| Tallin \| Medalla de plata \| 5000 m \| 13:43.14 \| |
| Año | Competición | Sede | Puesto | Prueba | Marca |
| --- | --- | --- | --- | --- | --- |
| 2018 | Campeonato del Mundo Sub-20 | Tampere | 12.º | 5000 m | 14:30.09 |
| 2019 | Campeonato de Europa Sub-20 | Borås | Medalla de oro | 5000 m | 14:02.76 |
| 2021 | Campeonato de Europa Sub-23 | Tallin | Medalla de plata | 5000 m | 13:43.14 |

## Marcas personales
| Prueba      | Marca      | Lugar     | Fecha                |
| ----------- | ---------- | --------- | -------------------- |
| 1500 metros | 3:36.39    | Castellón | 14 de junio de 2023  |
| 3000 metros | 7:37.26    | Seattle   | 9 de febrero de 2024 |
| 5000 metros | 13:16.68 i | Boston    | 26 de enero de 2024  |

| Prueba      | Marca    | Lugar  | Fecha                  |
| ----------- | -------- | ------ | ---------------------- |
| 3000 metros | 7:54.07  | Boston | 2 de diciembre de 2023 |
| 5000 metros | 13:16.68 | Boston | 26 de enero de 2024    |

1. ↑  Esta marca se obtuvo en una pista cubierta de 307 m de cuerda, por lo que no cuenta como short track